# Shamai
Shamai (50 a. C. - 30 d. C.) fue un erudito judío que fue un personaje importante de la principal obra de la literatura rabínica, la Mishná. Shamai es casi invariablemente mencionado junto a Hilel, quien representaba la escuela halájica opuesta. Las tradiciones acerca de su vida y carácter sufrieron un fuerte sesgo anti-Shammai por parte de las facciones favorables a Hillel tras la destrucción del Templo de Jerusalén en el 70 d. C. Sin embargo, las tradiciones legales sugieren que antes de la revuelta judía del siglo I, predominaban las concepciones más estrictas de Shamai y su escuela. La escuela de pensamiento halájico de Shamai se conoce como la Casa de Shamai (en hebreo Beit Shamai), mientras que la de Hilel se conoce como la Casa de Hilel (Beit Hilel). Después de la renuncia de Menahem el Esenio al cargo de Av Bet Din (jefe del tribunal, cargo que se ubicaba segundo en importancia, inmediatamente debajo del Nasí, o presidente) del Sanedrín, Shamai fue elegido en su lugar, mientras Hilel ocupaba la presidencia. Al fallecer Hilel, cerca del 20 d. C., Shamai ocupó el cargo de presidente sin que se eligiera un vicepresidente de la minoría, con lo que la escuela de Shamai obtuvo el control absoluto, aprobando 18 ordenanzas en conformidad con sus ideas. Según el Talmud, el día que aprobó una de sus ordenanzas, contraria al pensamiento de Hilel, ese día “fue tan nefasto para Israel como el día en que el becerro [de oro] fue hecho” (Tratado de Shabat, 17a). El contenido exacto de las ordenanzas no se conoce, pero parecen haber sido diseñadas para fortalecer la identidad judía insistiendo en una clara separación entre judíos y gentiles, una postura considerada divisoria y misantrópica por los oponentes de Shamai.
El nieto de Hilel, Gamaliel, ocupó la presidencia del Sanedrin después de la muerte de Shamai, aunque el mismo continuó siendo dominado por la escuela de Shamai hasta el año 70 aproximadamente (véase Concilio de Jamnia). Se dice que una “voz celestial” anuló la legalidad de las ordenanzas de Shamai (Talmud Yerushalmi Berajot, 1:7), por lo que el judaísmo rabínico continuó la línea de pensamiento de Hilel.
Conocido por su temperamento irascible, carecía de la paciencia infinita que caracterizaba a Hilel. Una anécdota famosa cuenta que un gentil se le acercó y solicitó convertirse al judaísmo, siempre y cuando se le pudiese explicar los principios fundamentales mientras él se mantuviese parado sobre un solo pie. Mientras que Shamai lo rechazó violentamente, Hilel optó por resumir la Torá entera en la frase “no hagas a tu prójimo lo que no deseas que te hagan a ti; el resto son todos comentarios, ve y estúdialos”. (Shabat 31a).
En hebreo moderno, se utiliza la expresión “sobre un pie” (al reguel ajat) para referirse a explicaciones cortas y concisas.
Consciente de las desventajas de su carácter, recomendaba una actitud amistosa. Su lema era “Haz del estudio de la Torá tu principal ocupación, habla poco y haz mucho, y recibe a cada hombre con una expresión amistosa” (Tratado de Avot I, 15). 
Shamai era conocido por su posición estricta en lo tocante a lo religioso. En una ocasión quiso que su hijo respetase el ayuno de Yom Kipur (el Día del Perdón), sin tener todavía la edad mínima reglamentaria para hacerlo (Tratado de Yoma, 77b). Otra anécdota cuenta que rompió el techo de la habitación donde se encontraba su nuera, quien había dado a luz durante la festividad de Sucot (la Festividad de las Cabañas) para convertirla en una Sucá, de manera que su nieto recién nacido pudiera cumplir con las obligaciones religiosas de la festividad (Tratado de Sucá, 28a).
- Datos: Q467138